# Moirerna

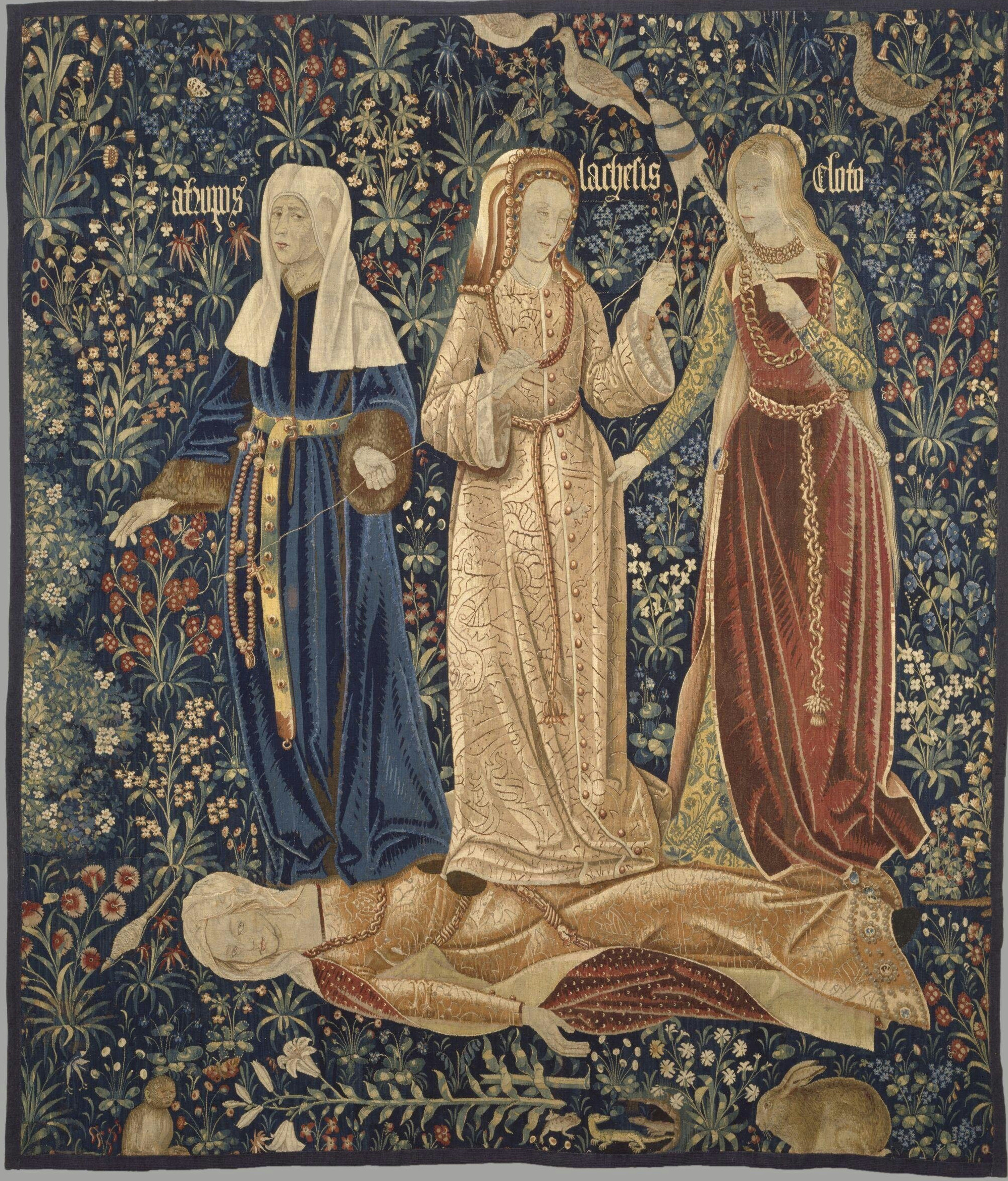
Avbildning av moirerna på en flamländsk tapet från 1500-talet.

Moirerna eller moirorna (av grekiska μοῖρα, moira med betydelsen ”del”, ”lott”) är ödesgudinnor i den grekiska mytologin. De är tre gudinnor som bestämmer alla människors öden: Klotho, Lachesis och Atropos. Deras beslut kunde inte ändras, inte ens av gudarna. De anses vara väverskor, spinnandes varje människas livstråd.

## Ursprung
Moira betecknade ursprungligen den livslott som givits till varje människa, och den med oundviklig nödvändighet bestämda dödslotten eller dödsstunden. I vidsträcktare mening betecknade Moira den oemotståndligt verkande ödes- eller naturnödvändigheten som bildar hela det mänskliga livets dunkla bakgrund och som inte ens gudarna kunde göra sig oberoende av.
Hur moirerna uppstod finns det två olika historier om, och som så mycket annat i den grekiska mytologin härstammar de från skalden Hesiodos och hans verk Theogonin. I denna skriver han att moirerna är döttrar till Nyx (Natt), som var en högt aktad figur i grekisk myt men med relativt få framträdanden. Tillsammans med sin bror Erebos fick Nyx barn, men hon producerade ävenledes flera utan befruktning av en maskulin motpart. Bland de sistnämnda räknas moirerna, som har likheter med Moros, grekisk gud representerande öde, fördömelse och undergång; dock existerar även tydliga skillnader. Senare i Theogonin redogör Hesiodos att moirerna härstammar från Zeus union med sin andra hustru, Themis. Ur denna förening uppstod också horerna, vilka således är moirernas systrar. Moirernas initiala klassificering som Nyx avkomma hör ihop med deras uppgift om att tilldela döden. Senare reviderades deras släktträd emedan de under Zeus styre ser till att alla skeenden har sin gilla gång – och att de likaså tar slut.

## Personifiering

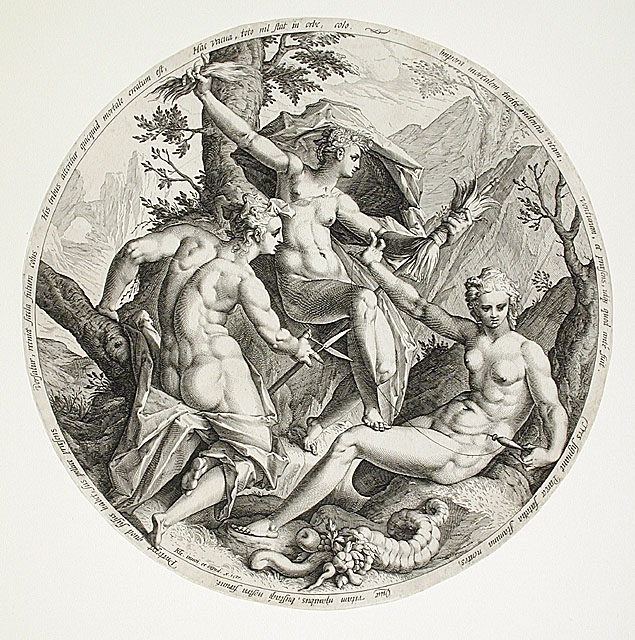
Moirerna på en gravyr av Jacob Matham, 1580-talet.

Ur begreppet av ett oundvikligt, allt behärskande öde framgick efter hand föreställningen om Moira som ett personligt väsen, en ödets gudinna; sedermera ett flertal sådana. I de homeriska sångerna namnges på de flesta ställen endast en Moira, rörande vars förhållande till gudarna och särskilt Zeus mycken oklarhet råder. Oklarheten består av att gudarna ibland måste vika för ödets bud, ibland åter har ödet i sin tjänst och självständigt inverkar på dess gång. Blott en gång omtalar Homeros ett flertal moirer och betecknar dem på ett annat ställe som ”spinnerskor” (klothes), emedan de tänks spinna livets tråd. Moirernas arbetsfördelning är inte helt entydig, olika interpretationer existerar.
Hesiodos bestämmer deras antal till tre, med individuella personnamn: Klotho, ”den spinnande”, Lachesis, ”den livslotten tilldelande eller avmätande”, och Atropos, ”den oavvändbara”, vilken det tillkom att bestämma den oundvikliga dödsstunden. Som namnen ger vid handen skulle Klothos uppgift kunna vara att spinna livstråden medan Lachesis avgör dess längd och med Atropos som obönhörligen klipper av när dödsstunden är nådd. En annan tolkning är att Klotho håller i sländan medan Lachesis spinner och Atropos klipper av. I samstämmighet med arbetsuppgifterna kan Klotho anses skaffa i nuet medan Lachesis ser på framtiden och den obevekliga Atropos domän skulle vara det oföränderliga förgångna.
Platon låter de tre systrarna sitta på höga troner och, medan de spinner, vid sfärernas musik sjunga ödets sång: Lachesis om det förflutna, Klotho om det närvarande och Atropos om det tillkommande. En ofta citerad latinsk hexameter beskriver moirernas sysslor: Clotho colum retinet, Lachesis net, et Atropos occat. I svensk översättning: Klotho håller sländan, Lachesis spinner, och Atropos klipper av.

## Moirernas omnämnande i mytologin
Moirerna åskådliggör en ödestro som inte främjade storslagna historier, vilket är anledningen till att de så sällan figurerar i de talrika grekiska legenderna. Historien om Meleagros är ett tillfälle där de tre systrarna är närvarande vid födseln av ett barn. Den grekiske poeten Pindaros skriver om Klotho i historien om Pelops, där hon övervakar när han blev återupplivad, och Aischylos redogör om att Apollon skall ha fått moirerna berusade i avsikt att förmå dem att låta en ersättare dö istället för Admetos. Slutligen beskriver Pseudo-Apollodorus hur systrarna hjälper Zeus att slå ner två större uppror.
Som rådande över det mänskliga livets början och slut sattes moirerna i förbindelse dels med barnsbördens gudinnor (eileithyiai), dels med dödsgudinnorna (keres), dels även med den straffande vedergällningens dunkla gudamakter (erinyes).

## I konsten
I grekisk konst framställs moirerna som allvarsamma mör, vanligen med vissa kännetecknande attribut (slända, timglas, jordglob, våg, bokrulle och så vidare).